# Scoparia caliginosa
Scoparia caliginosa là một loài bướm đêm trong họ Crambidae.